# Алексей Моселе (адмирал)
Алексей Моселе (греч. Ἀλέξιος Μωσηλέ; ум. 922) — византийский военный деятель начала X века.
В начале царствования императора Романа I Лакапина Алексей был друнгарием императорского флота. Он был убит в 922 году будучи начальником отряда имперской морской пехоты вместе с доместиком схол Потом Аргиром, управлявшим остальной армией, во время похода против болгарского царя Симеона I. Византийцы были разгромлены в битве при Пиги и Моселе утонул во время попытки бежать.